# Зимородки
Зиморо́дки (лат. Alcedo) — род птиц семейства зимородковых.
Птицы небольшого размера с яркой окраской, прямым острым клювом и коротким хвостом. Обитают около водоёмов. Основу питания составляет рыба, ракообразные, водные насекомые.
Представители рода населяют Африку, юг Азии и Европы, Австралию, Новую Гвинею и Соломоновы острова.

## Виды
В состав рода включают 8 видов:
- Alcedo atthis — Обыкновенный зимородок
- Alcedo coerulescens — Малый голубой зимородок
- Alcedo euryzona — Полосатогрудый зимородок
- Alcedo hercules — Большой голубой зимородок
- Alcedo meninting — Синеухий зимородок (Alcedo)
- Alcedo peninsulae
- Alcedo quadribrachys — Бирюзовый зимородок
- Alcedo semitorquata — Кобальтовый зимородок

## Иллюстрации

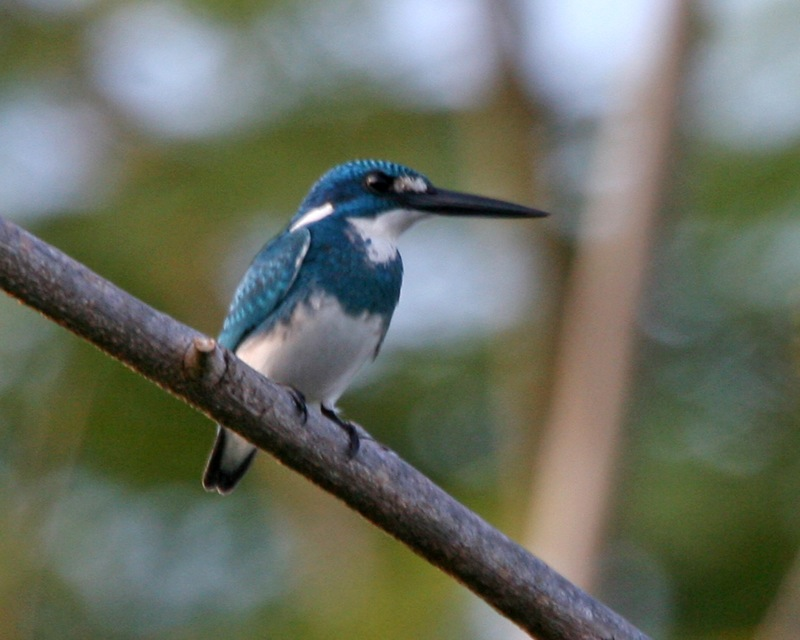
Малый голубой зимородок — эндемик Индонезии
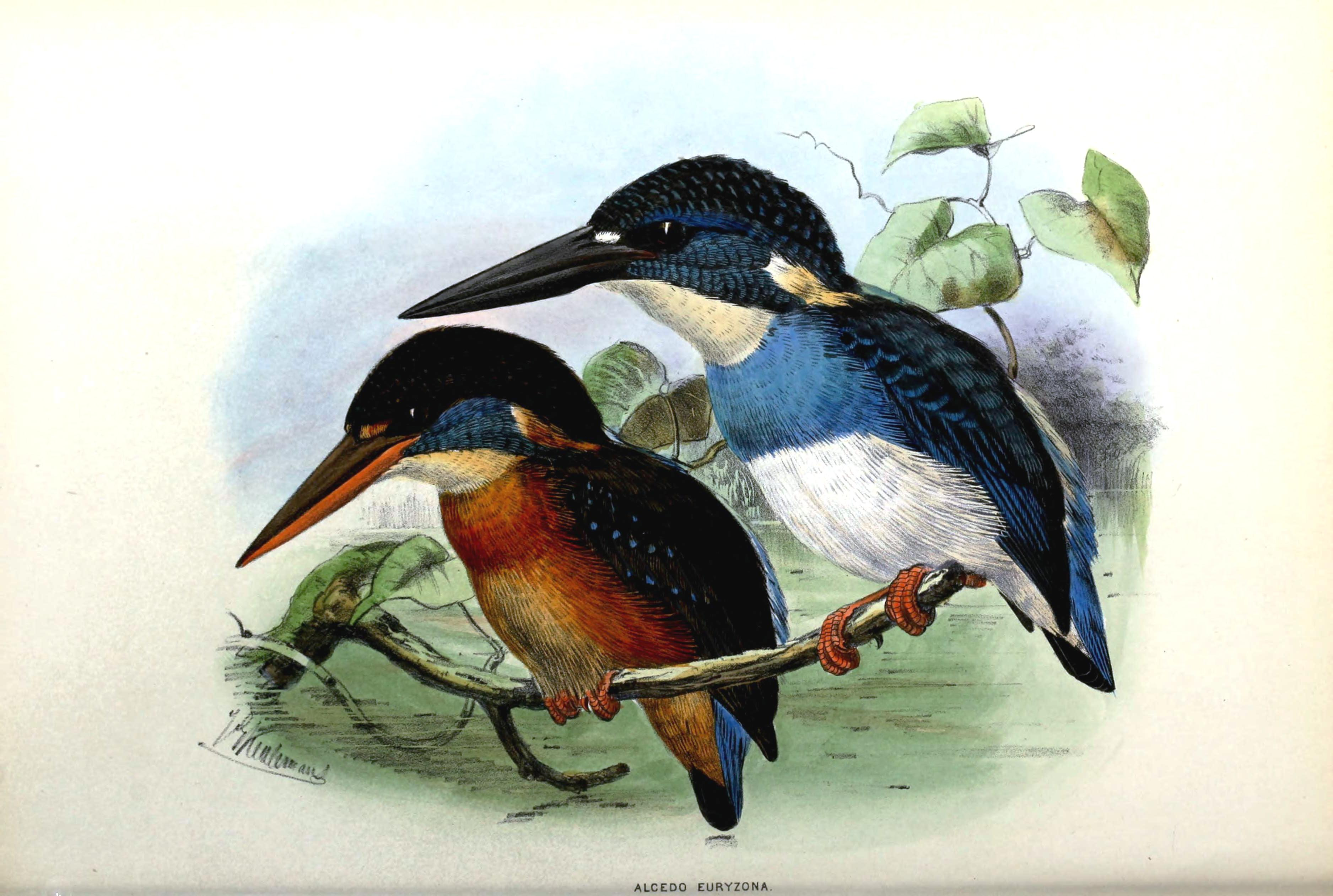
Полосатогрудый зимородок встречается в Малайзии, Индонезии, Таиланде и Мьянме
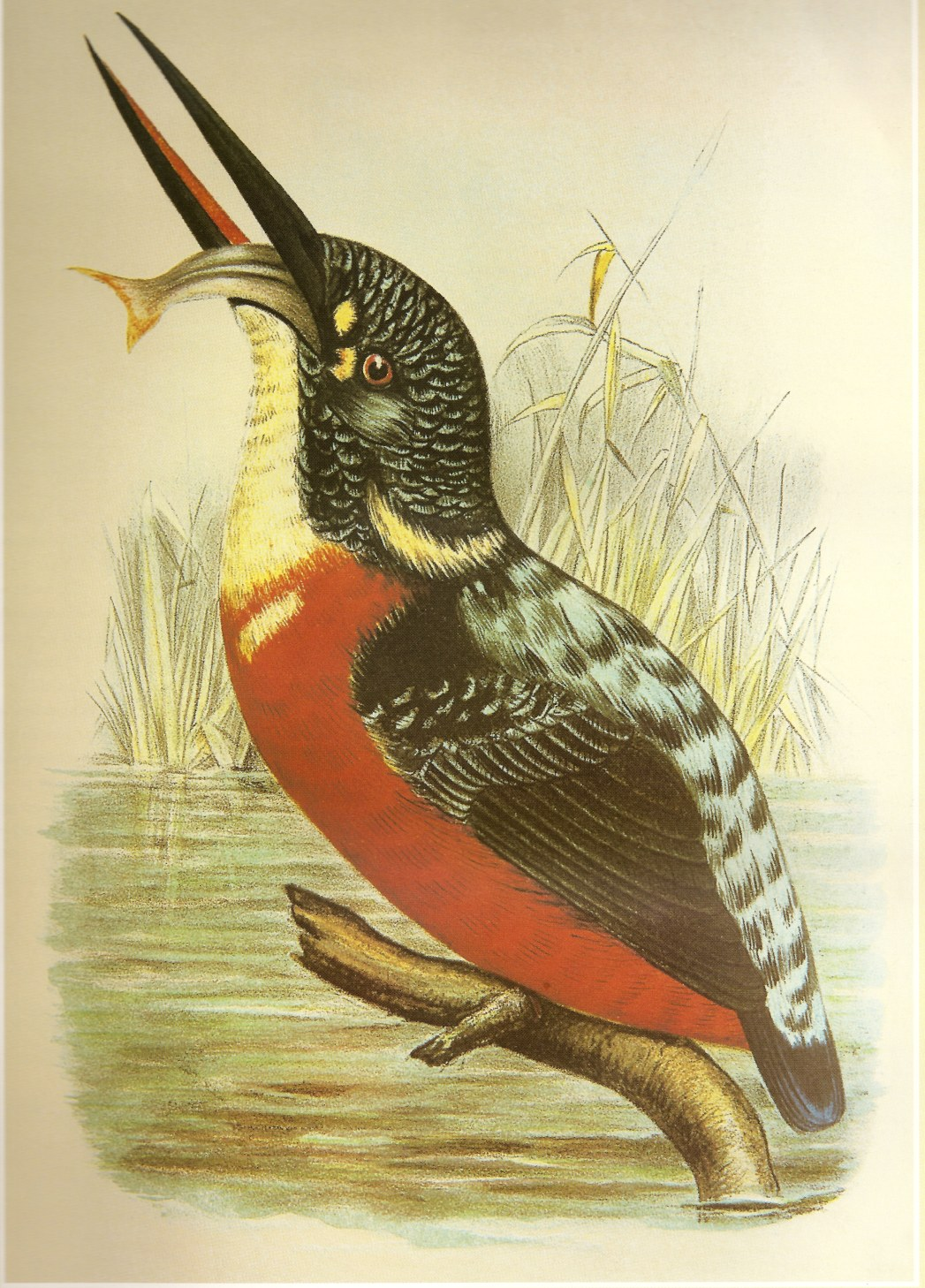
Большой голубой зимородок обитает в Южной и Юго-Восточной Азии
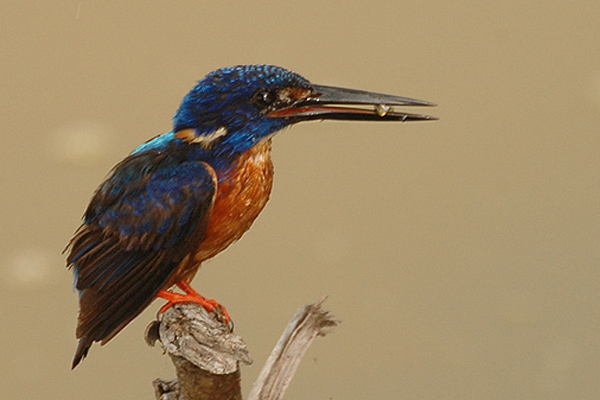
Бирюзовый зимородок обитает в Центральной и Восточной Африке
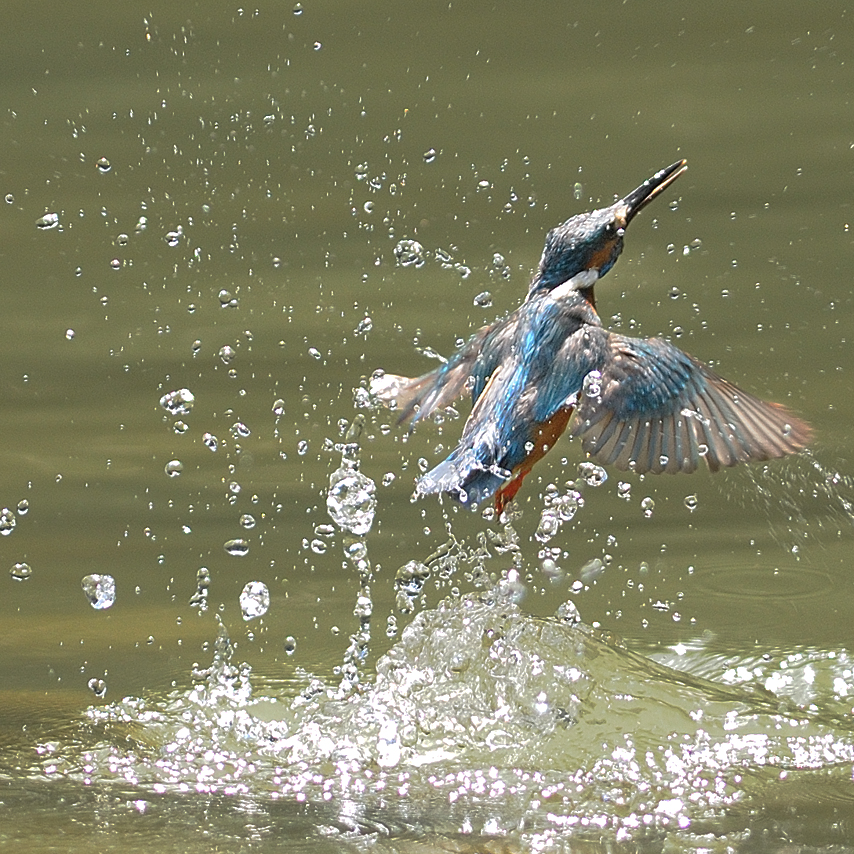
Обыкновенный зимородок